# Mitsubishi Electric Classic
Het Greater Gwinnett Championship is een jaarlijks golftoernooi in de Verenigde Staten, dat deel uitmaakt van de Champions Tour. Het toernooi vindt telkens plaats op de TPC Sugarloaf in Duluth, Georgia.

## Geschiedenis
In 2013 vond de eerste editie plaats en de Duitser Bernhard Langer won het toernooi. In 2014 maakte de Spanjaard Miguel Ángel Jiménez op dit toernooi zijn debuut op de Champions Tour en hij won meteen het toernooi.

## Winnaars
| Jaar | Winnaar              | Score | Score | Info           |
| ---- | -------------------- | ----- | ----- | -------------- |
| 2013 | Bernhard Langer      | 206   | –10   |                |
| 2014 | Miguel Ángel Jiménez | 202   | –14   | Seizoensdebuut |

| Toernooirecord |  | po = winnaar na play-off |